# Epithema membranaceum
Epithema membranaceum är en tvåhjärtbladig växtart som först beskrevs av George King, och fick sitt nu gällande namn av R. Kiew. Epithema membranaceum ingår i släktet Epithema och familjen Gesneriaceae. Inga underarter finns listade i Catalogue of Life.